# Stahlschwalbe

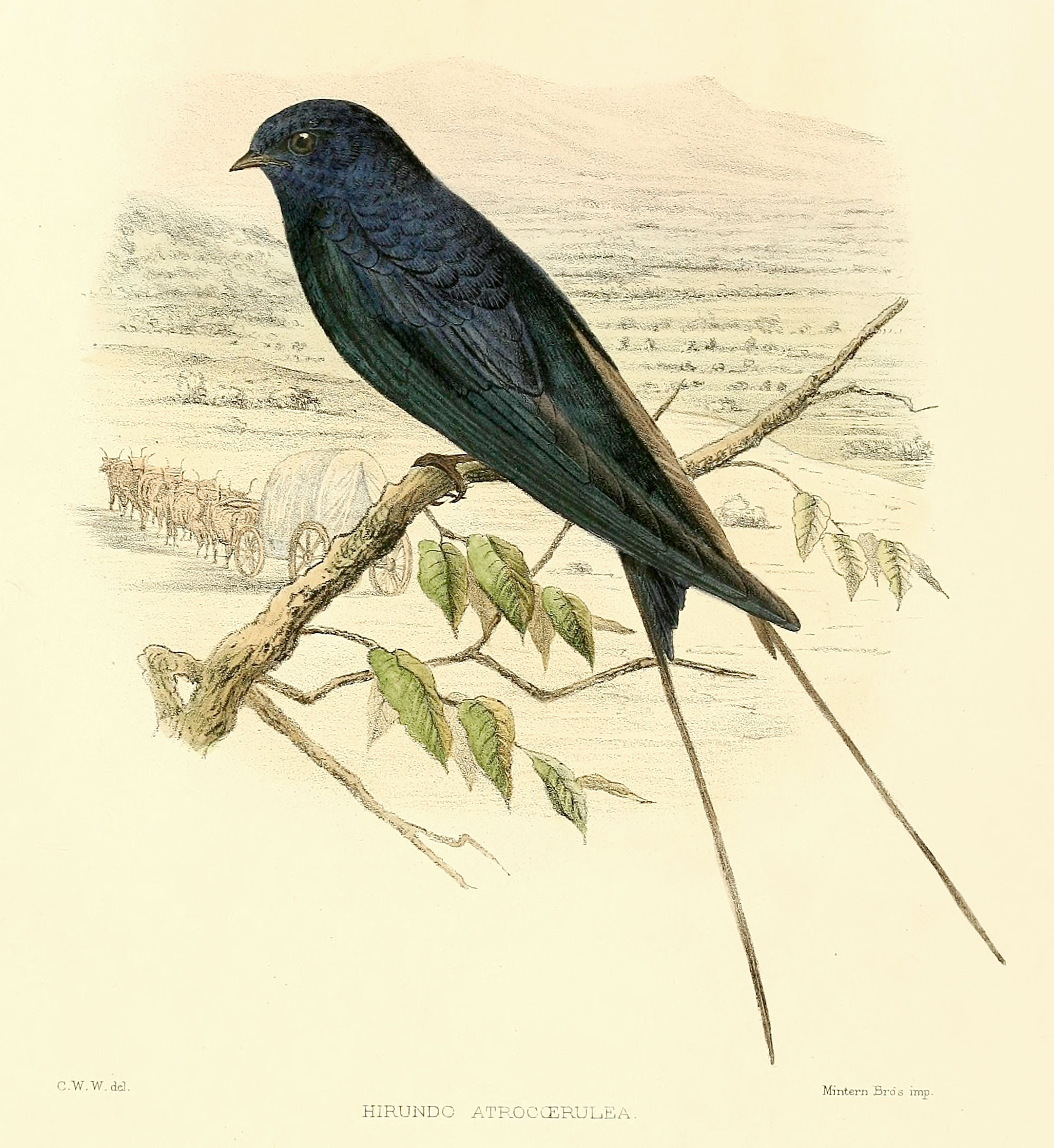
Stahlschwalbe, Illustration von R. B. Sharpe (1894)

Die Stahlschwalbe (Hirundo atrocaerulea) ist eine Vogelart aus der Familie der Schwalben (Hirundinidae).
Der Vogel kommt im Südosten der Demokratischen Republik Kongo, in Südtansania, Malawi, im Nordosten Sambias, in Ostsimbabwe und angrenzendem Mosambik, im Osten Südafrikas und in Eswatini vor und überwintert in Uganda, im Nordosten der Demokratischen Republik Kongo und im äußersten Westen Kenias.
Der Lebensraum umfasst offenes Grasland, Waldränder und Sumpfgebiete von 850 bis 2000 m Höhe.
Der Artzusatz kommt von lateinisch ater ‚schwarz‘ und lateinisch caeruleus ‚dunkelblau‘.
Dieser Vogel ist ein Zugvogel. Nach der Brutzeit bilden sich Schwärme von 40 oder mehr Individuen. Der Vogel hält sich von Ende April bis Ende September im Bereich des Viktoriasees auf und kehrt oft in dasselbe Brutgebiet zurück, die Männchen vor den Weibchen.

## Merkmale
Die Art ist 18–25 cm groß und wiegt etwa 13 g, eine charakteristische dunkelblaue Schwalbe. Das Gefieder hat einen stahl-blauen Glanz, mitunter mit etwas Violett. Manchmal finden sich einige weiße Strichelungen oder Flecken an den Flanken, auch am Nacken und Bürzel, die äußeren Schwanzfedern sind sehr lang und dünn. Beim Weibchen ist der Schwanz kürzer. Jungvögel sind blasser gefärbt mit brauner Kehle und Brust und weniger Glanz auf der Oberseite. Manchmal sind auch einzelne weiße Federn am Nacken, den Flanken und dem Bürzel zu sehen.
Die Art kann mit der Erzschwalbe (Psalidoprocne pristoptera) verwechselt werden, der einzigen ähnlichen ganz dunklen Schwalbe, hat aber einen wesentlich längeren Schwanz, außerdem ist das Gefieder glänzend dunkelblau und nicht schwarz. Zudem fliegt sie gleichmäßiger.
Die Art ist monotypisch.

## Stimme
Der Gesang wird als monoton klagend, aber auch als melodisches „bee-bee-bee“ beschrieben, die Rufe als „choop-choop“, „chip chip“ und schnelles „chip-pu-pu“.

## Lebensweise
Die Nahrung besteht hauptsächlich aus Insekten, die einzeln oder paarweise, manchmal auch in kleinen Gruppen gejagt werden, meist dicht über dem Erdboden in einem begrenzten Gebiet, manchmal aber auch in 50 bis 100 m Höhe.
Die Brutzeit liegt im Februar in der Demokratischen Republik Kongo, zwischen November und Dezember und im Februar in Tansania, zwischen Oktober und Januar in Malawi, zwischen November und Januar in Sambia, im Dezember in Mosambik, zwischen Oktober und März in Simbabwe und Südafrika. Zwei Bruten sind möglich. Die Nester stehen in aller Regel einzeln, Konkurrenten werden aggressiv vertrieben. Während der Balz fliegt das Männchen dicht über das Weibchen mit aufwärts gestreckten Flügeln, gespreiztem Schwanz und in den Nacken gelegtem Kopf. Beide bauen das Nest aus Lehm, mit Haaren, Gras, Wurzeln und Federn ausgelegt, an eine Wand oder ein Dach geklebt bis 5 m über dem Boden, auch in verlassenem Bau von Erdferkeln (Orycteropus afer), Flussufern, an Dolen oder Gebäuden. Die Nester können wiederverwendet werden.
Das Gelege besteht aus 2 bis 4, meist 3 Eiern, die vom Weibchen über 14 bis 17 Tage bebrütet werden. Beide Elternvögel füttern die Jungen.

## Gefährdungssituation
Der Bestand gilt als „gefährdet“ (Vulnerable) aufgrund Habitatverlustes.